# ディスカバリー・チャンネル プロ・サイクリングチーム
ディスカバリー・チャンネル プロ・サイクリングチーム(Discovery Channel Pro Cycling Team)は、かつて国際自転車競技連合が主催したUCIプロツアーに参加していた自転車ロードレースのチームである。アメリカ合衆国に本拠地を置いていた。

## チームの歴史
1988年にアマチュアチームとして活動開始。一時活動は中断されるも1992年からプロチームとして再開。1996年からはUSポスタルがスポンサーにつき、現在でも知名度の高いチーム名であるUSポスタル・サービス プロ・サイクリングチームとなる。2005年からはディスカバリーチャンネルがスポンサーとなった。
このチームはジロ・デ・イタリア(2005年、パオロ・サヴォルデッリ)とツール・ド・フランス(2007年、アルベルト・コンタドール)、ブエルタ・ア・エスパーニャ(2003年、ロベルト・エラス)でそれぞれ1回ずつ総合優勝を獲得しており、チームとしてグランツール完全制覇を達成している。ランス・アームストロングが1999年から2005年までツール・ド・フランスを7連覇したが、ドーピングによるものとして剥奪されている。
チームの戦略はエースであるアームストロングの高いタイムトライアル能力を活かし、個人タイムトライアルのステージでライバルからリードを奪い、山岳コースではライバルたちがアタックしにくいペースでアシストが牽き続け、タイム差を詰めさせずアームストロングを総合優勝へ導く、という形だった。しかし戦わず勝利するということが原因でフランス人からはあまり好まれないチームであった。
アームストロング引退以降はリーヴァイ・ライプハイマーやジョージ・ヒンカピー、アルベルト・コンタドールなどが中心となって活動していたが、新たなスポンサーを見つけることができず、2007年限りで解散した。
日本の別府史之も2005年から2007年の間このチームに所属していた。

## 主な成績
1997年
- クリテリウム・デュ・ドーフィネ・リベレ  ステージ優勝  ヴィアチェスラフ・エキモフ
- パリ～ニース  ステージ優勝  ヴィアチェスラフ・エキモフ
- ロシア選手権 個人ロードレース  優勝  ヴィアチェスラフ・エキモフ
- セトマナ・カタラナ  ステージ優勝  ジョージ・ヒンカピー

1998年
- アメリカ合衆国選手権 個人ロードレース  優勝  ジョージ・ヒンカピー
- ツール・ド・ルクセンブルク  総合優勝、ステージ優勝  ランス・アームストロング

1999年
- アメリカ合衆国選手権 個人ロードレース  優勝  マルティ・ジェミソン
- ダンケルク4日間レース  新人賞  クリスティアン・ヴァンデヴェルデ

2000年
- グランプリ・エディ・メルクス  優勝  ヴィアチェスラフ・エキモフ
- シドニーオリンピック
  -  個人タイムトライアル 金メダル  ヴィアチェスラフ・エキモフ[1]

2001年
- ヘント～ウェヴェルヘム  優勝  ジョージ・ヒンカピー
- サンフランシスコ・グランプリ  優勝  ジョージ・ヒンカピー

2002年
- アメリカ合衆国選手権 個人ロードレース  優勝  チャン・マックレー
- ブエルタ・ア・ムルシア  総合優勝  ビクトル・フーゴ・ベーニャ

2003年
- ツール・ド・フランス  第4ステージ(TTT) 優勝
- ブエルタ・ア・エスパーニャ  総合優勝 (第20ステージ優勝)  ロベルト・エラス

2004年
- アテネオリンピック
  -  個人タイムトライアル 金メダル  ヴィアチェスラフ・エキモフ

2005年
- クールネ～ブリュッセル～クールネ  優勝  ジョージ・ヒンカピー
- ツアー・オブ・ジョージア  総合優勝  トム・ダニエルソン
- ジロ・デ・イタリア   総合優勝 (第11ステージ優勝)  パオロ・サヴォルデッリ
- ボルタ・シクリスタ・ア・カタルーニャ  総合優勝  ヤロスラフ・ポポヴィッチ
- クリテリウム・デュ・ドーフィネ・リベレ
  - プロローグ,第7ステージ 優勝  ジョージ・ヒンカピー
  -  ポイント賞  ランス・アームストロング
  - チーム総合優勝
- ツール・ド・フランス
  - 第4ステージ(TTT) 優勝
  - 第15ステージ 優勝  ジョージ・ヒンカピー
  - 第17ステージ 優勝  パオロ・サヴォルデッリ
  -  新人賞  ヤロスラフ・ポポヴィッチ
- エネコ・ツアー  第1,5ステージ 優勝  マックス・ファンヘースヴァイク
- GP西フランス・プルエー  優勝  ジョージ・ヒンカピー
- ブエルタ・ア・エスパーニャ  第6ステージ 優勝  マックス・ファンヘースヴァイク

2006年
- イギリス選手権 シクロクロス  優勝  ロジャー・ハモンド
- ツアー・オブ・カリフォルニア  第2,5ステージ 優勝  ジョージ・ヒンカピー
- デ・パンネ3日間  総合優勝、山岳賞 (第1,4ステージ 優勝)  ライフ・ホスト
- ツール・ド・ロマンディ  プロローグ 優勝  パオロ・サヴォルデッリ
- ジロ・デ・イタリア  パオロ・サヴォルデッリ
  - 総合5位(プロローグ 優勝)
  -  複合賞
- 日本選手権 個人ロードレース&個人タイムトライアル  優勝  別府史之
- ツール・ド・フランス
  -   総合首位(第1ステージ)  ジョージ・ヒンカピー
  - 第12ステージ 優勝  ヤロスラフ・ポポヴィッチ
- ツアー・オブ・オーストリア  総合優勝  トム・ダニエルソン
- ドイツ・ツアー  新人賞(プロローグ 優勝)  ウラディミール・グセフ
- エネコ・ツアー  第4ステージ 優勝  ジョージ・ヒンカピー
- ベルギー選手権 個人タイムトライアル  優勝  ライフ・ホスト
- アメリカ合衆国選手権 個人ロードレース  優勝  ジョージ・ヒンカピー
- ツール・ド・ポローニュ   第1ステージ 優勝  マックス・ファン・ヘースウィック
- ブエルタ・ア・エスパーニャ
  - 山岳賞(第11ステージ 優勝)  エゴイ・マルティネス
  - 第17ステージ 優勝  トム・ダニエルソン
  - チーム総合優勝

2007年
- チャレンジ・ブエルタ・ア・マリョルカ  優勝  トマス・ヴァイトクス
- ツアー・オブ・カリフォルニア  総合優勝 (プロローグ,第5ステージ 優勝)  リーヴァイ・ライプハイマー
- ブエルタ・ア・ラ・コムニタ・バレンシア  第4ステージ 優勝  アルベルト・コンタドール
- パリ～ニース
  -  総合優勝、 新人賞(第4,7ステージ 優勝)  アルベルト・コンタドール
  - 第5ステージ 優勝  ヤロスラフ・ポポヴィッチ
- ブエルタ・ア・カスティーリャ・イ・レオン  総合優勝、複合賞、ベストスペイン人ライダー賞(第4ステージ 優勝)  アルベルト・コンタドール
- デ・パンネ3日間  第4ステージ 優勝  ステイン・デヴォルデル
- ツアー・オブ・ジョージア
  - 総合優勝、新人賞  ヤネス・ブライコヴィッチ
  - 第3ステージ 優勝  ジャンニ・メールスマン
  - 第4,5ステージ 優勝  リーヴァイ・ライプハイマー
  - チーム総合優勝
- ボルタ・シクリスタ・ア・カタルーニャ  第3ステージ 優勝  アラン・デイヴィス
- ツアー・オブ・ベルギー  総合優勝(第3ステージ 優勝)  ウラディミール・グセフ
- ツール・ド・スイス  山岳賞(第6ステージ 優勝)  ウラディミール・グセフ
- ツアー・オブ・チンハイレイク
  - ポイント賞(第1,3,5,6,9ステージ 優勝)  アラン・デイヴィス
  - 第8ステージ 優勝  ホセ・ルイス・ルビエラ
- ロシア選手権 個人タイムトライアル  優勝  ウラディミール・グセフ
- ベルギー選手権 個人ロードレース  優勝  ステイン・デヴォルデル
- アメリカ合衆国選手権 個人ロードレース  優勝  リーヴァイ・ライプハイマー
- ツアー・オブ・オーストリア
  - 総合優勝(第7ステージ 優勝)  ステイン・デヴォルデル
  - 第5ステージ 優勝  ジャンニ・メールスマン
- ツール・ド・フランス
  -  総合優勝  新人賞 (第14ステージ 優勝)  アルベルト・コンタドール
  - 総合3位(第19ステージ 優勝)  リーヴァイ・ライプハイマー
  -  チーム総合優勝
- ツール・ド・ラン  第2ステージ 優勝  ブライアン・ヴァンボルグ
- ツアー・オブ・ミズーリ
  - 総合優勝(第2ステージ 優勝)  ジョージ・ヒンカピー
  - 第3ステージ 優勝  リーヴァイ・ライプハイマー
- ブエルタ・ア・エスパーニャ  第14ステージ 優勝  ジェイソン・マッカートニー

## 2007年陣容
GM ヨハン・ブリュイネール
| 2007年陣容                 | 2007年陣容     | 2007年陣容             | 2007年陣容                       | 2007年陣容                     |
| 選手名                     | 国籍           | 生年月日               | 前年所属                         | 翌年所属                       |
| -------------------------- | -------------- | ---------------------- | -------------------------------- | ------------------------------ |
| 別府史之                   | 日本           | 1983年4月10日（41歳）  | ディスカバリー・チャンネル       | スキル・シマノ                 |
| ヴォロディミール・ビレカ   | ウクライナ     | 1979年4月10日（45歳）  | ディスカバリー・チャンネル       | サイレンス・ロット             |
| ヤネス・ブライコヴィッチ   | スロベニア     | 1983年12月18日（41歳） | ディスカバリー・チャンネル       | アスタナ                       |
| アルベルト・コンタドール   | スペイン       | 1982年12月6日（42歳）  | リベルティ・セグロス             | アスタナ                       |
| アントニオ・クルス         | アメリカ合衆国 | 1971年10月31日（53歳） | トヨタ・ユナイテッド             | BMC・レーシング                |
| スティーヴ・カミングス     | イギリス       | 1981年3月19日（43歳）  | ランドバウクレディット・コルナゴ | バルロワールド                 |
| トム・ダニエルソン         | アメリカ合衆国 | 1978年3月13日（46歳）  | ディスカバリー・チャンネル       | スリップストリーム・チポートレ |
| アラン・デイヴィス         | オーストラリア | 1980年7月27日（44歳）  | リベルティ・セグロス             | ミツビシ・ハルタジ             |
| ジョン・デヴァイン         | アメリカ合衆国 | 1985年11月2日（39歳）  | 7月より加入                      | ハイロード                     |
| ステイン・デヴォルデル     | ベルギー       | 1979年8月29日（45歳）  | ディスカバリー・チャンネル       | クイックステップ               |
| ウラディミール・グセフ     | ロシア         | 1982年7月4日（42歳）   | ディスカバリー・チャンネル       | アスタナ                       |
| ジョージ・ヒンカピー       | アメリカ合衆国 | 1973年6月29日（51歳）  | ディスカバリー・チャンネル       | ハイロード                     |
| リーヴァイ・ライプハイマー | アメリカ合衆国 | 1973年10月24日（51歳） | ゲロルシュタイナー               | アスタナ                       |
| 李富玉                     | 中国           | 1978年5月9日（46歳）   | Marco Polo cycling               | Trek Marco Polo                |
| トレント・ロウ             | オーストラリア | 1984年10月8日（40歳）  | ディスカバリー・チャンネル       | スリップストリーム・チポートレ |
| エゴイ・マルティネス       | スペイン       | 1978年5月15日（46歳）  | ディスカバリー・チャンネル       | エウスカルテル・エウスカディ   |
| ジェイソン・マッカートニー | アメリカ合衆国 | 1973年9月3日（51歳）   | ディスカバリー・チャンネル       | チーム・CSC                    |
| ジャンニ・メールスマン     | ベルギー       | 1985年2月5日（40歳）   | ディスカバリー・チャンネル       | フランセーズ・デ・ジュー       |
| ウロシュ・ムルン           | スロベニア     | 1975年2月9日（50歳）   | フォナック                       |                                |
| ベンハミン・ノバル         | スペイン       | 1979年1月23日（46歳）  | ディスカバリー・チャンネル       | アスタナ                       |
| パヴェル・パドルノス       | チェコ         | 1970年12月17日（54歳） | ディスカバリー・チャンネル       | 引退                           |
| セルジオ・パウリーニョ     | ポルトガル     | 1980年3月26日（44歳）  | リベルティ・セグロス             | アスタナ                       |
| ヤロスラフ・ポポヴィッチ   | ウクライナ     | 1980年1月4日（45歳）   | ディスカバリー・チャンネル       | サイレンス・ロット             |
| ホセ・ルイス・ルビエラ     | スペイン       | 1973年1月27日（52歳）  | ディスカバリー・チャンネル       | アスタナ                       |
| トマス・ヴァイトクス       | リトアニア     | 1982年2月4日（43歳）   | AG2R・プレヴォワイアンス         | アスタナ                       |
| ユルヘン・ファンホーレン   | ベルギー       | 1980年11月28日（44歳） | ディスカバリー・チャンネル       | チーム・CSC                    |
| ブライアン・ヴァンボルグ   | デンマーク     | 1981年12月4日（43歳）  | チーム・CSC                      | チーム・GLS                    |
| マシュー・ホワイト         | オーストラリア | 1974年2月22日（51歳）  | ディスカバリー・チャンネル       | 引退                           |